# میگوی ببری بزرگ
میگوی ببری بزرگ (نام علمی: Penaeus monodon) نام یک گونه از زیرراسته دارآبشش‌داران است.
مهم‌ّترین گونه‌های میگوی خلیج فارس را میگوهای خانواده‌ی پنائیده تشکیل می‌دهند. یکی از گونه‌های مهمّ این خانواده، میگوی ببری سبز (Penaeus semisulcatus) می‌باشد که هر ساله با فرا رسیدن فصل گرما، فراوانی آن در آب‌های استان بوشهر افزایش می‌یابد. اهمّیّت اقتصادی بالای این گونه باعث گردیده تا فصل صید میگو در آب‌های استان بوشهر نیز از اهمّیّت ویژه‌ای برخوردار باشد. ذخیره‌ی این آبزی به علّت ارزش بالای اقتصادی و بازارپسندی به شدّت مورد بهره‌برداری قرار گرفته است. بررسی آمار صید میگو در دهه‌های‌ گذشته نشان ‌دهنده‌ی کاهش ذخیره‌‌ی این آبزی در خلیج‌ فارس‌ است